# Prenolepis henschei
Prenolepis henschei är en myrart som beskrevs av Mayr 1868. Prenolepis henschei ingår i släktet Prenolepis och familjen myror. Inga underarter finns listade i Catalogue of Life.